# 陈泽盛
陈泽盛（1960年—），汉族，中华人民共和国政治人物、第十一届全国政协委员。
担任香港运盛集团董事局主席。旗下公司在上海上市（上交所：600767）。在香港亦曾經有公司上市（運盛中國）。2008年，当选第十一届全国政协委员，代表经济界，分入第三十七组。并担任教科文卫体委员会专委。